# Casa de las Ciencias (La Coruña)
La Casa de las Ciencias es un museo cultural de carácter científico ubicado en el Parque de Santa Margarita de la ciudad de La Coruña (Galicia, España). Fue creada en 1983 por acuerdo plenario del ayuntamiento a propuesta del Alcalde Francisco Vázquez Vázquez.
Su objetivo es la divulgación, comunicación y educación científica y tecnológica de los ciudadanos de todas las edades. Organiza exposiciones, conferencias, premios, cursillos, proyecciones, ediciones, y colabora con los medios de comunicación en tareas de difusión científica. También participa en el desarrollo y creación de reuniones, foros y congresos. Su director técnico es Marcos Pérez Maldonado.
El filósofo italiano Umberto Eco calificó a la Casa de las Ciencias como el museo más formidable del mundo.

## Historia
La Casa de las Ciencias fue el primero de los tres Museos Científicos Coruñeses (=mc²). Aunque fue creada en 1983, la Casa de las Ciencias fue inaugurada por los reyes de España el 1 de junio de 1985 y se convirtió en el primer centro interactivo de titularidad pública creado en ese país. Está financiada exclusivamente por el Ayuntamiento de La Coruña.
El diseño de contenidos y su plan museológico fue redactado por Ramón Núñez Centella, quien fue su director hasta 2008, cuando fue nombrado para el mismo cargo del Museo Nacional de Ciencia y Tecnología de España (MUNCYT) Coruña, hasta su jubilación.
A continuación del mismo nacieron la Domus y el Aquarium Finisterrae, museos científicos divulgativos donde está prohibido "no tocar", para facilitar la interactividad con los visitantes. El primer presidente de la Asociación de Amigos de la Casa de las Ciencias, Manuel Toharia, se inspiró en ellos para crear y dotar de contenido a los museos de la Ciudad de las Ciencias de Valencia. La Casa de las Ciencias de La Coruña tuvo el segundo planetario existente en España, donde se pueden programar todas las noches imaginables de todos los tiempos. Estos museos tienen al año un importante número de visitas de escolares de toda España.

## El museo

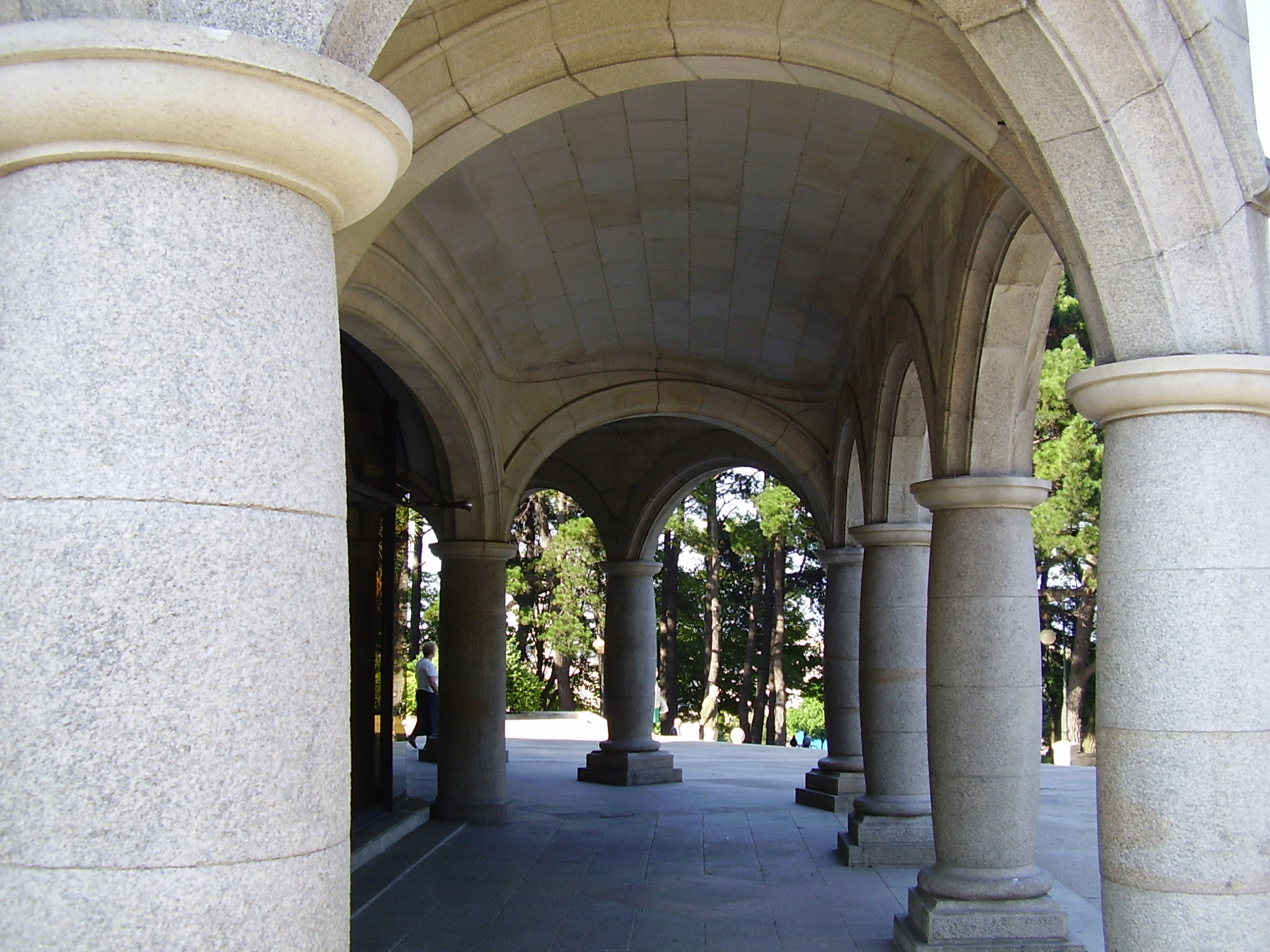
Detalle del pórtico de la Casa de las Ciencias.

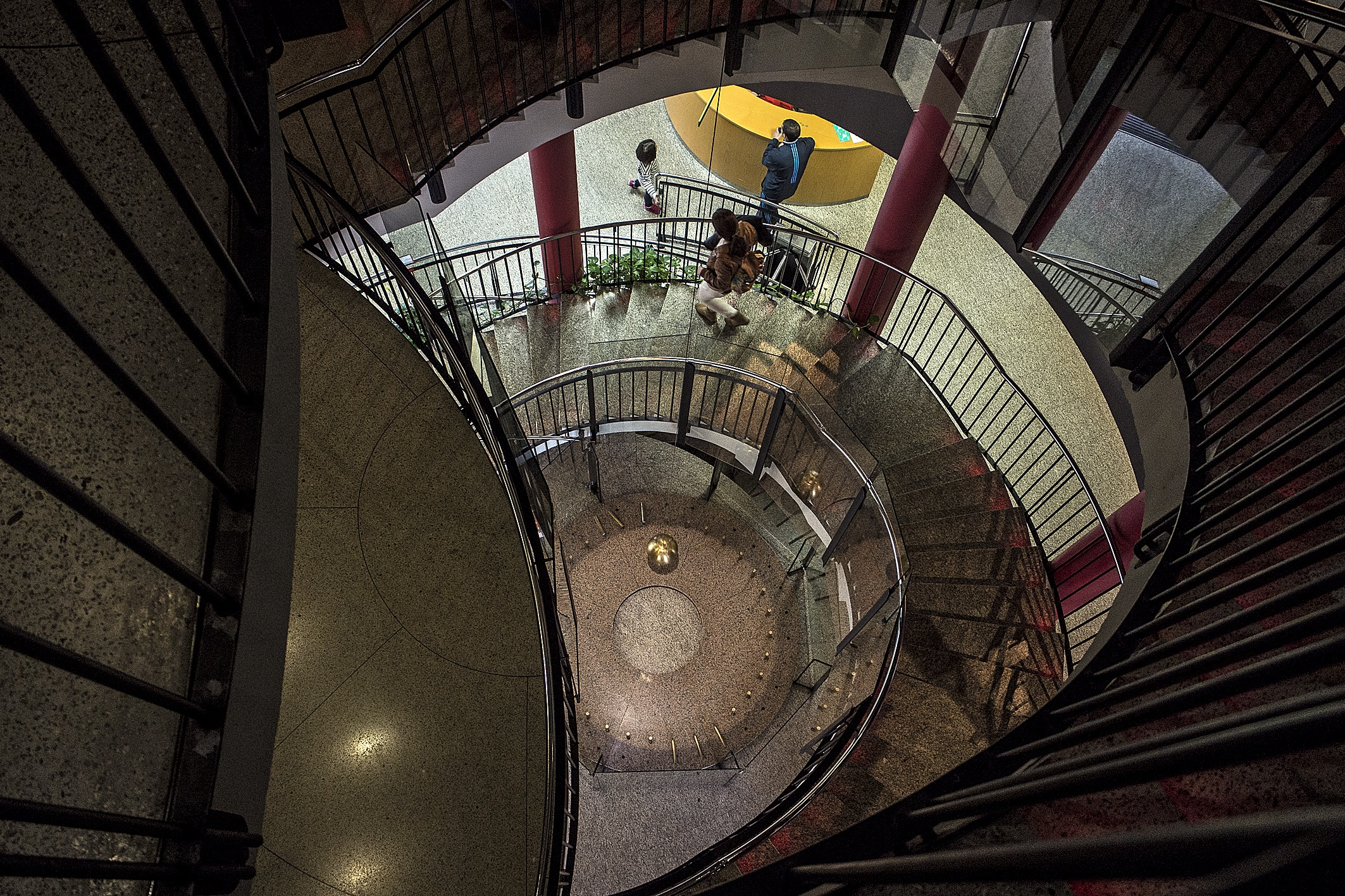
Péndulo de Foucault, visto desde arriba.

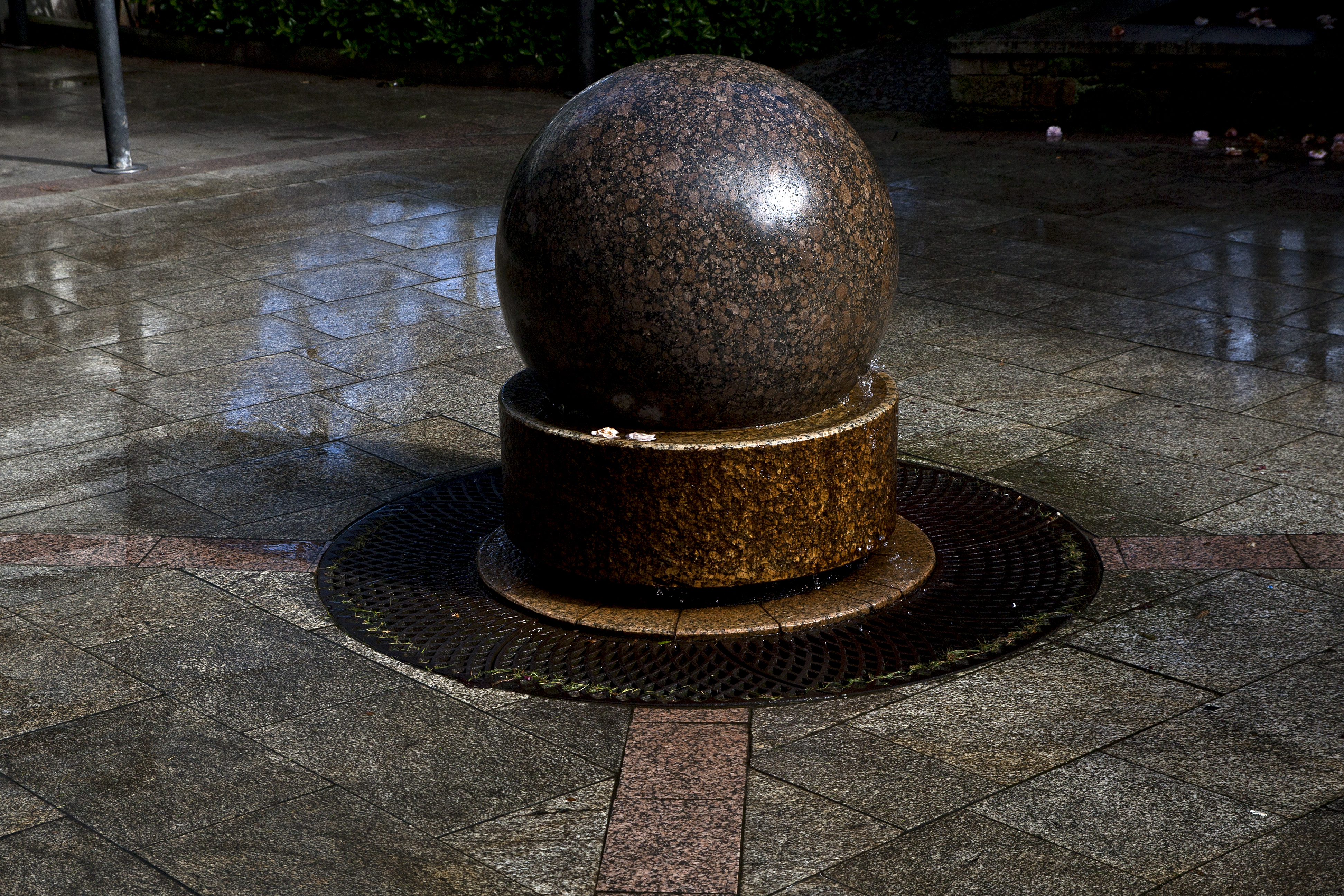
Fuente de la bola, en la zona exterior.

El museo está instalado en un antiguo Palacete del Parque de Santa Margarita. El edificio tiene una planta octogonal, cuya base exterior es un pórtico de piedra, que se comenzó a construir en la década de los 50 y que se finalizó según el proyecto del arquitecto Felipe Peña Pereda. Este moderno edificio tiene una superficie de exposición de 1000m². El acceso a todas las plantas se realiza mediante una escalera central, que describe una amplia hélice, y que llega hasta el planetario.
En el interior de la Casa de las Ciencias se ubican cuatro salas dedicadas a exposiciones y un planetario:
- En la planta baja destaca el Péndulo de Foucault, pero también alberga un espacio para una exposición fotográfica y una incubadora, donde se pueden ver nacer polluelos de gallina.
- La primera planta contiene una sala de experiencias sobre el entorno físico.
- La segunda planta alberga una exposición sobre péndulos.
- La tercera contiene una exposición sobre la astronomía en los medios de comunicación.
- La cúpula semiesférica del edificio alberga el planetario, que cuenta con un proyector analógico y otro digital.

Con el lema "prohibido no tocar", y calificado por Umberto Eco como el museo más formidable del mundo, contiene, entre otras cosas, módulos para experimentar fenómenos sorprendentes, exposiciones y un planetario que ofrece programas en directo y grabados.
La Casa de las Ciencias se enmarca en el servicio municipal los Museos Científicos Coruñeses (=mc²), que engloban a este museo, la Domus y el Aquarium Finisterrae, dedicados al ser humano y al mundo marino, respectivamente.
El 11 de marzo de 2005, el Ayuntamiento plantó un manzano frente a este museo. El árbol, de la variedad Flower of Kent, es un ejemplar clónico del que existe en la casa donde nació Isaac Newton, en Woolsthorpe, en el condado inglés de Lincolnshire, descendiente a su vez del que allí existía en 1665 cuando, según la tradición, la caída de una manzana provocó que el joven Newton se formulara una pregunta: ¿Por qué se cae la manzana y no se cae la Luna?
Cerca de la Casa de las Ciencias (enfrente de la biblioteca) se encuentra la Fuente de la bola, una pieza maciza de granito orbicular, del que se conoce como estructura rapakivi y de forma perfectamente esférica para que pueda funcionar. Con 97 centímetros de diámetro y una masa de unos 1500 kilos (más que un automóvil de turismo), puede hacerse girar sin esfuerzo sobre la base cilíndrica sobre la que se apoya gracias a los principios físicos de la presión.